# 金昌龍 (1964年生)
金 昌龍（キム・チャンニョン、朝鮮語: 김창룡、1964年11月18日 - ）は、大韓民国の公務員。第22代大韓民国警察庁長。　

## 経歴
1964年11月18日、慶尚南道陜川郡に生まれた。その後釜山にある伽耶高等学校を卒業した後、警察大学（4期）法学部に進学した。
1988年に警部補に任用された。 2020年7月20日に人事聴聞会報告書が採択され、2020年7月24日をもって第22代警察庁長に公式に就任した。2021年11月16日には警察庁長としては12年ぶりに竹島（大韓民国名：独島）を訪問した。これに竹島の領有権を主張する日本政府が反発し、翌17日にアメリカ合衆国ワシントンD.C.で開催された日米韓外務次官協議の後に予定されていた共同記者会見を拒否したため、ウェンディ・ルース・シャーマン米国務副長官のみの会見となった。
文在寅政権下における検察改革で捜査権の多くが移管され警察権限が肥大化する見通しとなったため、これを牽制するため新たに行政安全部内への設置が勧告された警察局が警察庁を事実上統制することとなり庁内からは反発の声が上がった。また警察庁が大統領決済を受ける前に人事発表を行ったことで、尹錫悦大統領が口頭で厳しく叱責するという事件が発生し、内部混乱を収めるために2022年6月27日、警察庁長を辞任すると表明した。